# Kleinregion Manhartsberg
Die Kleinregion Manhartsberg ist die freiwillige Kooperation von acht Gemeinden in den Bezirken Horn und Hollabrunn in Niederösterreich in den Bereichen Daseinsvorsorge, Bürgerservice und Raumentwicklung. Kleinregionen in Niederösterreich werden durch die Niederösterreichische Landesregierung als Instrument der ländlichen Entwicklung und Raumplanung gefördert.

## Mitgliedsgemeinden
Der um dem Manhartsberg liegenden Kleinregion gehören folgende Gemeinden als Mitglieder an:
- Marktgemeinde Burgschleinitz-Kühnring
- Stadtgemeinde Eggenburg
- Marktgemeinde Hohenwarth-Mühlbach
- Stadtgemeinde Maissau
- Gemeinde Meiseldorf
- Marktgemeinde Röschitz
- Marktgemeinde Sigmundsherberg
- Marktgemeinde Straning-Grafenberg

Die Kleinregion Manhartsberg wird vom Verein Region Manhartsberg getragen, dessen Vorstand die Bürgermeister sowie Stadt- und Gemeinderäte aus den Mitgliedsgemeinden bilden. Die Kleinregion betreibt ein Projektbüro in Eggenburg.

## Projekte
Die Kleinregion Manhartsberg widmet sich in erster Linie Projekten der Kultur und des Tourismus. Unter dem Schwerpunktthema Wein – Stein – Zeit wurden verschiedene Kulturinitiativen wie der Kulturherbst und Regionsfeste entwickelt. Ein weiterer Schwerpunkt ist der öffentliche Verkehr. Die Kleinregion initiiert regelmäßige Pendlergespräche mit dem Ziel, Fahrpläne der Region zu verbessern. Mehrmals im Jahr erscheint mit dem Regionsblatt eine Mitteilungspublikation für die Bewohner der Kleinregion.